# فريلينية مدارية
فريلينية مدارية (الاسم العلمي:Freylinia tropica) هي نوع من النباتات تتبع جنس الفريلينية من الفصيلة الغدبية.